# Piccolo Giro di Lombardia 2016
Il Piccolo Giro di Lombardia 2016, ottantottesima edizione della corsa e valida come evento dell'UCI Europe Tour 2016 categoria 1.2U, si svolse il 2 ottobre 2016 su un percorso di 163,1 km con partenza ed arrivo da Oggiono. Fu vinto dal belga Harm Vanhoucke, al traguardo con il tempo di 3h45'02" alla media di 43,49 km/h, davanti all'italiano Andrea Vendrame e terzo il belga Bjorg Lambrecht.
Partenza con 184 ciclisti, dei quali 68 completarono la gara.

## Squadre partecipanti
| N.      | Cod. | Squadra                         |
| ------- | ---- | ------------------------------- |
| 1-6     | UNI  | Unieuro-Wilier                  |
| 7-12    | COL  | Team Colpack                    |
| 13-18   | CCF  | Chambéry Cyclisme Formation     |
| 19-24   | PAL  | Team Palazzago Amarù            |
| 25-30   | BMC  | BMC Development Team            |
| 31-36   | ZLF  | Zalf-Euromobil-Désirée-Fior     |
| 37-42   | LTS  | Lotto Soudal U23                |
| 43-48   | KLC  | Klein Constantia                |
| 49-54   | DDC  | Dimension Data for Qhubeka      |
| 55-60   | WGN  | Team Wiggins                    |
| 61-66   | VIR  | Viris Maserati-Sisal Matchpoint |
| 67-72   | HPF  | Team Hopplà-Petroli Firenze     |
| 73-78   |      | Club Cycliste Étupes            |
| 80-84   | KRA  | Team Ringeriks-Kraft            |
| 86-90   | CMA  | Ciclistica Malmantile           |
| 91-95   | CTF  | Cycling Team Friuli             |
| 96-101  | GSU  | Team Giant-Scatto U23           |
| 103-107 | EFC  | Etixx Cycling Team              |

| N.      | Cod. | Squadra                        |
| ------- | ---- | ------------------------------ |
| 108-112 | GBR  | Nazionale britannica           |
| 114-119 | NAM  | Named Sport-Kemo               |
| 120-123 |      | Racing Cycling Team GD         |
| 126-131 | CCA  | Color Code-Arden Beef          |
| 132-137 |      | Selle Italia-Cieffe-Ursus      |
| 138-142 | TIR  | Tirol Cycling Team             |
| 144-139 | ZAP  | Zappi Racing Team              |
| 150-155 |      | U.C. Monaco                    |
| 156-160 |      | General Store-Bottoli-Zardini  |
| 161-166 | VCM  | Velo Club Mendrisio-PL Valli   |
| 167-171 | EXP  | Equipe Exploit                 |
| 172-177 | VLT  | VL Technics-Experza-Abutriek   |
| 178-182 | FUT  | Futura Team-Rosini             |
| 184-187 | GRB  | S.C. Gerbi 1910 ASD            |
| 188-191 | FLY  | Fly Cycling Team               |
| 192-195 | VSE  | S.C. Valle Seriana-Cene ASD    |
| 196-200 | VCC  | Velo Club Cremonese-Guerciotti |

## Ordine d'arrivo (Top 10)
| Pos. | Corridore        | Squadra        | Tempo    |
| ---- | ---------------- | -------------- | -------- |
| 1    | Harm Vanhoucke   | Lotto U23      | 3h45'02" |
| 2    | Andrea Vendrame  | Zalf-Euromobil | s.t.     |
| 3    | Bjorg Lambrecht  | Lotto U23      | s.t.     |
| 4    | Patrick Müller   | BMC Develop.   | s.t.     |
| 5    | Kilian Frankiny  | BMC Develop.   | s.t.     |
| 6    | Edward Ravasi    | Team Colpack   | a 5"     |
| 7    | Davide Ballerini | Hopplà-Petroli | a 32"    |
| 8    | Umberto Orsini   | Team Colpack   | a 47"    |
| 9    | Nickolas Dlamini | Dimens. Data   | a 3'20"  |
| 10   | Benoît Cosnefroy | Chambéry CF    | s.t.     |